# Iwanopillja
Iwanopillja (ukrainisch Іванопілля; russisch Иванополье Iwanopolje) ist ein Dorf in der ukrainischen Oblast Donezk mit etwa 1400 Einwohnern (2001).

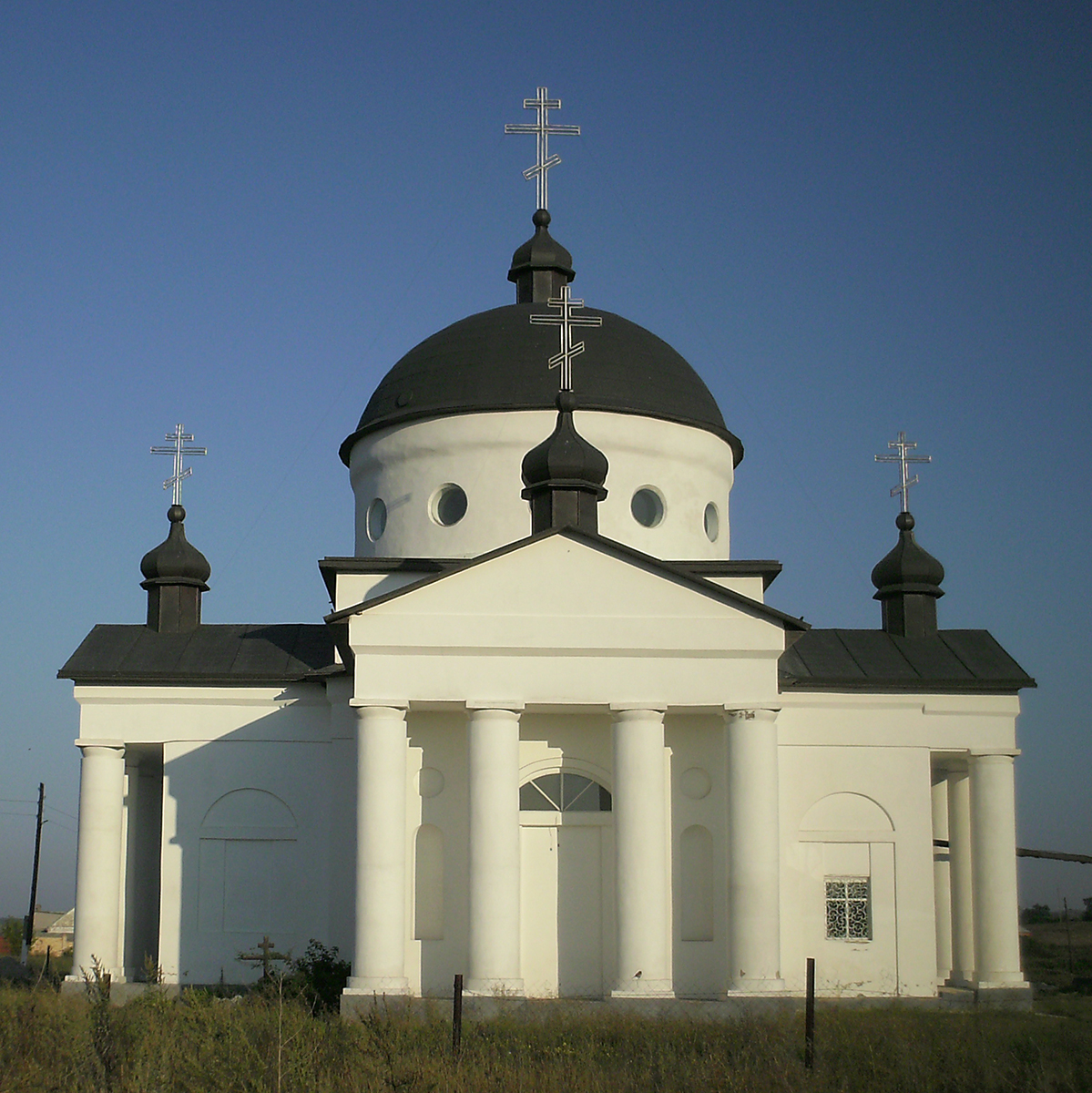
Orthodoxe St.-Georg-Kirche des gemeindezugehörigen Dorfes Olexandro-Schultyne

Das zu Beginn des 19. Jahrhunderts gegründete Dorf liegt auf einer Höhe von 85 m am rechten Ufer des Krywyj Torez, einem 88 km langen, rechten Nebenfluss des Kasennyj Torez, 10 km südöstlich vom ehemaligen Rajonzentrum Kostjantyniwka und 62 km nördlich vom Oblastzentrum Donezk.
Durch das Dorf verläuft die Territorialstraße T–05–16.
Am 12. Juni 2020 wurde das Dorf ein Teil neugegründeten Stadtgemeinde Kostjantyniwka, bis dahin bildete es zusammen mit den Dörfern Bila Hora (Біла Гора), Dylijiwka (Диліївка), Nelipiwka (Неліпівка), Olexandro-Schultyne (Олександро-Шультине) die gleichnamige Landratsgemeinde Iwanopillja (Іванопільська сільська рада/Iwanopilska silska rada) im Osten des Rajons Kostjantyniwka.
Am 17. Juli 2020 wurde der Ort ein Teil des Rajons Kramatorsk.